# جون كروسبي (ناقد)
جون كروسبي (بالإنجليزية: John Crosby)‏ هو صحفي أمريكي، ولد في 18 مايو 1912 في ميلواكي في الولايات المتحدة، وتوفي في 7 سبتمبر 1991 في مقاطعة ألبمارل في الولايات المتحدة بسبب سرطان.

## وصلات خارجية
- جون كروسبي على موقع IMDb (الإنجليزية)